# موهوب بن منصور بن مفرج

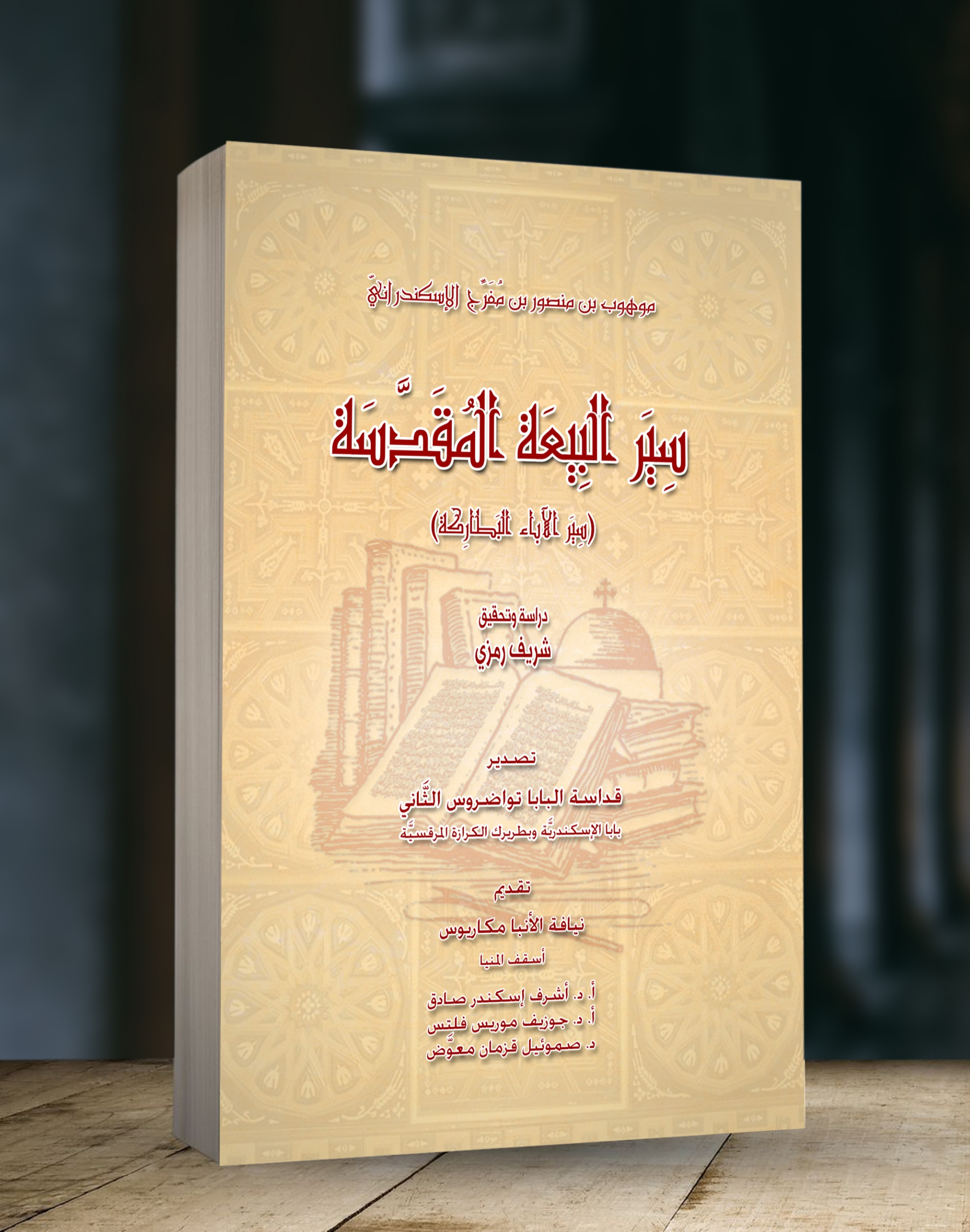
"سِيَر البِيعَة المُقَدَّسَة"، كتاب لموهوب بن منصور بن مُفَرِّج الإسكندرانيّ. دراسة وتحقيق/ شريف رمزي

موهوب بن منصور بن مفرِّج هو المُحرر الحقيقي لكتاب «سير البيعة المقدسة»، والمعروف حالياً باسم «تاريخ بطاركة كنيسة الإسكندرية القبطية» وهو العمل الذي كان ينسب بالخطأ للأسقف ذائع الصيت الأنباساويرس بن المقفع أسقف الأشمونين (هرموبوليس) بالصعيد، وفي أحدث نشرة لكتاب "سِيَر البِيعَة المُقَدَّسَة" قام الباحث شريف رمزي عضو اللجنة البابوية للتاريخ القبطي بوضع حدّ لهذا الاعتقاد الخاطئ، بتأكيد نسبة العمل لمؤلّفه الحقيقي (موهوب بن منصور بن مُفَرِّج الإسكندراني)
قام موهوب ومساعدوه بترجمة 65 سيرة من اللغة القبطية إلى اللغة العربية، ثم أضاف بنفسه سيرتين باللغة العربية للبطريركين اللذين عاصرهما (البابا خرستوذولوس 66، والبابا كيرلس الثاني67)، وذلك في شهر برمهات سنة 804 ش (مارس 1088م)، وفي خاتمة هذه السيرة ذكر لنا هذا المؤرخ بعضًا من المزارات وآثار العائلة المقدسة التي زارها ورآها في أيامه، فقال عنها:
«وأنا أذكُرُ ما رأيتُهُ وتَبارَكتُ مِنهُ:.. وآثارات سَيِّدِنا المَسيحِ ووالِدَتهِ السَّيِّدَة مرتمريم العَذراءِ القِدِّيسَةِ في عِدَّةِ مَواضِعَ بأرضِ مِصرَ، مِنها كَنيسة السَّيِّدة المَعروفَة بالمُعَلَّقَةِ وكَنيستها المَعروفَة بالدَّرَجِ بمِصرَ ببَني وائِل[1] وكَنيستها [المَعروفَة] بالمِرتوتي، وفي بَسطَة ومِنيةِ طانة وسنموتيَة، وجَبَلِ الكَهف ودَيرِ بيسوس والأشمونَين وفيليس وقوس، وجَبَل إشنين، والمُحرَّقَة ومِنها عاد إلى مِصرَ... هَذا ما تَبارَكتُ بِه أنا الخاطِئُ واضِعُ هَذهِ السِّيرَةِ وشاهَدتُهُ، سِوى ما لَم أرَهُ مِمَّا يَطولُ شَرحُهُ وذِكرُهُ».